# لوزناتس
لوزناتس (به صربی: Loznac) یک منطقهٔ مسکونی در صربستان است که در الکسیناتس واقع شده‌است. لوزناتس ۱۷۶ نفر جمعیت دارد.